# Our Last Summer
Our Last Summer è un singolo tratto dall'album Super Trouper del 1980, realizzato dagli ABBA.
Rende omaggio alla città di Parigi, raccontandone una romantica vacanza in una "età senza rimpianti".

## Altre versioni
- Nel film Mamma mia! del 2008 è stata cantata da Colin Firth, Pierce Brosnan, Stellan Skarsgård, Amanda Seyfried e Meryl Streep.